# Фульмінат срібла
Фульмінат срібла (гремуче срібло) - неорганічна сполука, сіль срібла  фульмінової кислоти AgCNO.
Фульмінат срібла є первинною вибуховою речовиною, але має обмежене використання, через його надзвичайну чутливість до удару, тепла, тиску та електрики. Сполука стає поступово чутливою, оскільки вона агрегується, навіть у невеликих кількостях; дотик падаючої пір’їнки, удар однієї краплі води або невеликий статичний розряд — усе це призводить до вибухової детонації необмеженої кількості фульмінату срібла розміром з дрібну монету та вагою не більше кількох міліграмів. Агрегування більших кількостей неможливо через схильність сполуки до самодетонації під власною вагою.
Фульмінат срібла вперше було отримано 1800 року Едвардом Чарльзом Ховардом у його дослідницькому проєкті з отримання великої різноманітності фульмінатів. Разом із фульмінатом ртуті, це єдиний фульмінат, достатньо стабільний для комерційного використання. Детонатори, що використовують фульмінат срібла, використовувалися для ініціювання пікринової кислоти 1885 року, але з тих пір використовувалися лише ВМС Італії. Сучасне комерційне використання було у виробництві нешкідливих новинок шумогенераторів дитячих іграшок.

## Структура

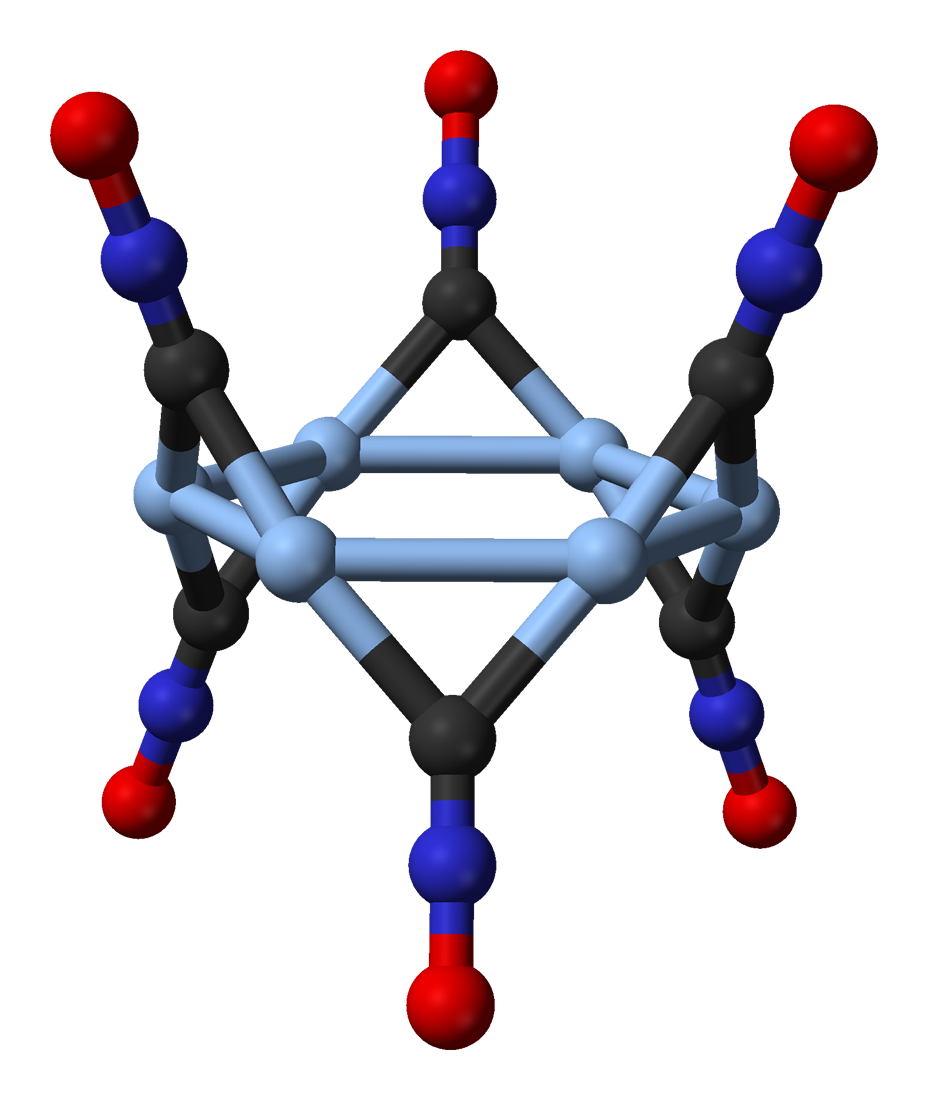
Кулеподібна модель циклічного гексамера в тригональному фульмінаті срібла

Фульмінат срібла зустрічається у двох поліморфних формах — ромбічній і тригональній з ромбоедричною решіткою. Тригональний поліморф складається з циклічних гексамерів (AgCNO)6.

## Властивості
Фульмінати токсичні приблизно так само, як ціаніди. У чистому вигляді фульмінат срібла хімічно стабільний і не розкладається після багатьох років зберігання. Як і багато інших солей срібла, він темніє на світлі. Він малорозчинний у холодній воді і може бути перекристаллізований за допомогою гарячої води. Його також можна перекристалізувати з 20% розчину ацетату амонію. Він не гігроскопічний і може вибухнути у вологому стані або під водою; навіть після 37 років зберігання під водою він залишається вибухонебезпечним. Він вибухає при контакті з концентрованою сульфатною кислотою, хлором або бромом, але не при контакті з йодом. Він нерозчинний в нітратній кислоті, але розчиняється в аміаку, хлоридах та ціанідах лужних металів, аніліні, піридині та йодиду калію, утворюючи комплекси. Концентрована хлоридна кислота розкладає його без вибуху з шипінням; тіосульфати також розкладають його без вибуху і можуть бути використані для утилізації.

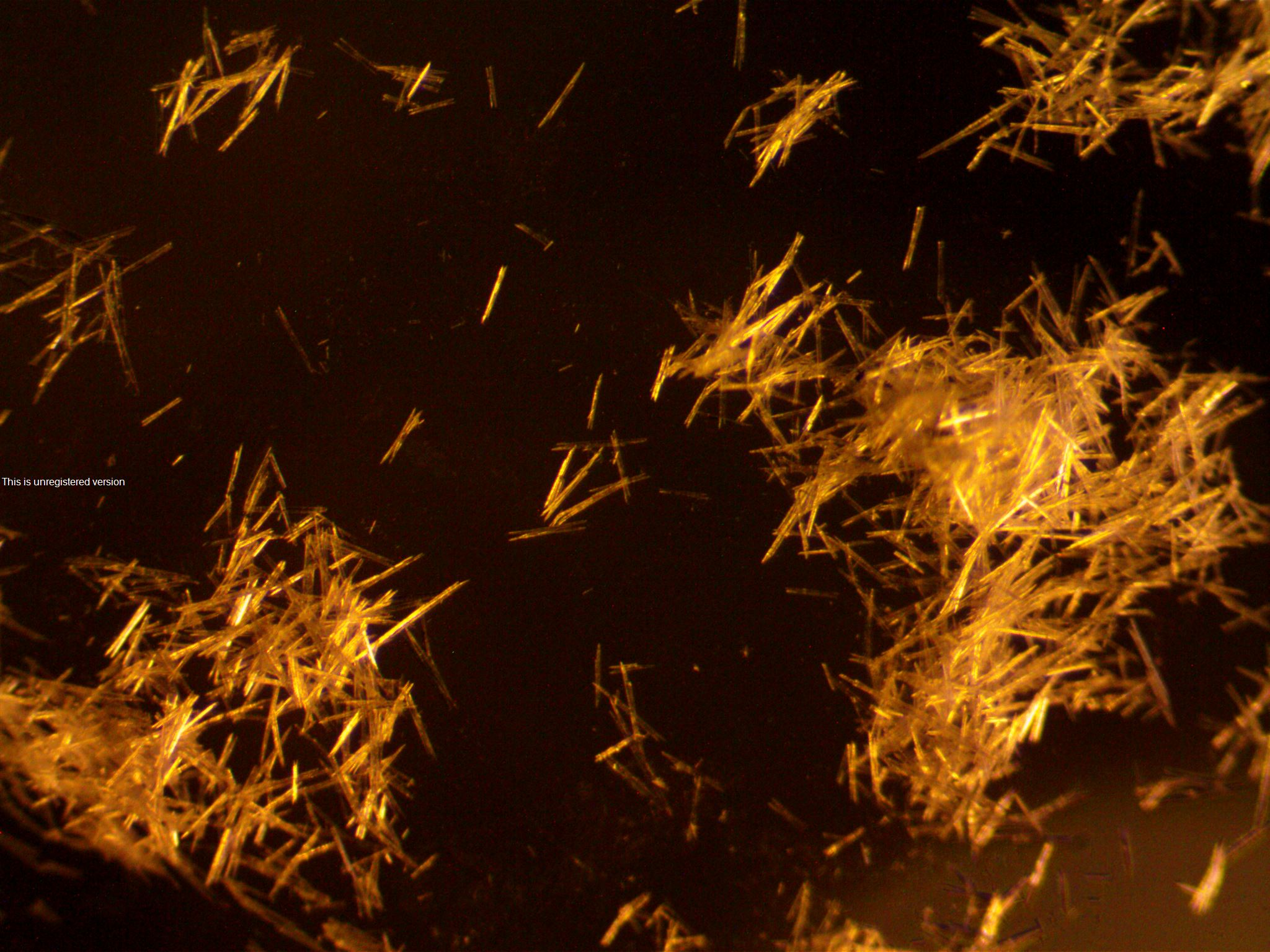
Голки Фульмінату срібла

## Отримання
Фульмінат срібла можна отримати шляхом вливання розчину нітрату срібла в нітратній кислоті в етанол під ретельним контролем умов реакції, щоб уникнути вибуху. Реакцію зазвичай проводять при 80–90 °C; при 30 °C осад може не утворюватися. За один раз слід готувати лише невелику кількість фульмінату срібла, оскільки власна вага кристалів може призвести до їх самодетонації. Інший спосіб отримання фульмінату срібла полягає у взаємодії карбонату срібла з розчиненим аміаком.
4Ag
2CO
3 + 4NH
3 → 4AgCNO + 6H
2O + 4Ag + O
2
Гремуче срібло також утворюється, коли газоподібний оксид азоту пропускають через розчин нітрату срібла в етанолі.
Фульмінат срібла можна приготувати ненавмисно, при контакті кислого розчину нітрату срібла зі спиртом. Це небезпека в деяких рецептурах хімічного сріблення дзеркал.